# Cerkiew Zaśnięcia Matki Bożej w Moskwie (Strogino)
Cerkiew Zaśnięcia Matki Bożej – prawosławna cerkiew w Moskwie, w rejonie Strogino, na terenie dawnej wsi Troice-Łykowo. Swoją siedzibę ma przy niej placówka filialna monasteru Opieki Matki Bożej w Moskwie.

## Historia
Pierwszą drewnianą cerkiew Zaśnięcia Matki Bożej na terenie wsi Troickoje wzniósł bojar B. Łykow w XVII w. Od nazwiska Łykowa pochodzi nazwa miejscowości Troice-Łykowo. Po śmierci Łykowa wioskę nabyli Naryszkinowie. Z fundacji Lwa Naryszkina we wsi powstała druga cerkiew, pod wezwaniem Trójcy Świętej. W latach 1851–1852 kolejny właściciel, generał-major Nikołaj Buturlin, wzniósł w Troice-Łykowie trzecią świątynię – Zaśnięcia Matki Bożej, w stylu bizantyjsko-rosyjskim. Obiekt ten funkcjonował niezależnie od pierwszej cerkwi pod tym wezwaniem, która była nadal czynna (przetrwała do 1936). W murowanej cerkwi Zaśnięcia Matki Bożej urządzono, obok ołtarza głównego, dwa boczne – św. Katarzyny i św. Mikołaja, patronów fundatora obiektu i jego nieżyjącej już matki. Zostały one konsekrowane odpowiednio w 1851 i w 1856, natomiast wyświęcenie ołtarza głównego odbyło się w 1852. W 1876, gdy Troice-Łykowo nabył kupiec Karzinkim, z jego inicjatywy przy świątyni zaczęto udzielać pomocy materialnej ubogim, a od 1891 działał przy niej szpital dla biednych. W 1901 cerkiew została przebudowana według projektu Siemiona Kułagina. Wtedy wzniesiono przy niej dzwonnicę i dwukondygnacyjny przedsionek, całość ozdobiono z zewnątrz fryzami i kokosznikami, dostawiono dwa boczne ołtarze św. Serafina z Sarowa i Kazańskiej Ikony Matki Bożej. Inicjatorką rozbudowy była Julija Karzinkina, która utworzyła przy cerkwi także dom dziecka, szkołę i szpital dziecięcy. W 1916 przy świątyni zebrała się żeńska wspólnota mnisza, która otrzymała następnie status monasteru pod wezwaniem Trójcy Świętej. Klasztor oficjalnie był czynny do 1923, zaś kolejne sześć lat przetrwał, zarejestrowany oficjalnie jako komuna pracy.
Cerkiew Zaśnięcia Matki Bożej, podobnie jak cerkiew Trójcy Świętej, była czynna do 1930, gdy została zamknięta na polecenie władz radzieckich. W budynku urządzono stołówkę dla słuchaczy i pracowników suworowskiej szkoły wojskowej. Następnie w obiekcie znajdował się magazyn Instytutu Energii Atomowej im. Kurczatowa. W związku z adaptacją na cele świeckie z budynku zdjęto kopuły z krzyżami, zniszczono dzwonnicę i cerkiewne wyposażenie wnętrza. W latach 80. XX wieku dawna świątynia została dodatkowo zniszczona przez pożar. Budowlę przywrócono do użytku liturgicznego w 1989, po tej dacie całkowicie przywrócono jej dawny wygląd. Małe poświęcenie cerkwi miało miejsce w 1990. Dziewięć później do obiektu wstawiono kopię Iwerskiej Ikony Matki Bożej wykonaną na Athosie. Od 2013 przy cerkwi działa placówka filialna żeńskiego stauropigialnego monasteru Opieki Matki Bożej w Moskwie. W 2013 patriarcha moskiewski i całej Rusi dokonał wielkiego poświęcenia budynku.